# Irshad Khan
Irshad Khan ist ein indischer Sitar- und Surbaharspieler und Musikpädagoge.
Ustād Irshad Khan entstammt der Imdadkhani Gharana, einer vierhundert Jahre zurückreichenden Musikerfamilie und -tradition, die wesentlich zur Entwicklung der Sitar zu ihrer heutigen Form beigetragen hat; Irshans Ur-Urgroßvater gilt als Erfinder der Subahar. Sein Vater Ustad Imrat Khan und sein Onkel Ustad Vilayat Khan sind anerkannte Musiker ebenso wie seine Brüder Nishad, Wahajat und Shafaatullah.
Dreizehnjährig hatte Irshad Kahn sein internationales Debüt in der Londoner Queen Elizabeth Hall. Im Alter von achtzehn  Jahren war er Solist des Indian All Night Concert bei den Proms. Seither trat er bei Konzerten, Festivals und Konferenzen in mehr als vierzig Staaten in Nordamerika, Europa und Asien auf. Er lebt in Mississauga in Kanada und ist Gründer und Präsident der dort und in Mumbai beheimateten Universal Academy for Musicians. Zudem gibt er Workshops, Vorlesungen und Meisterklassen an verschiedenen musikpädagogischen Einrichtungen.

## Weblink
- Homepage von Isshad Khan